# Synagoge (Verona)

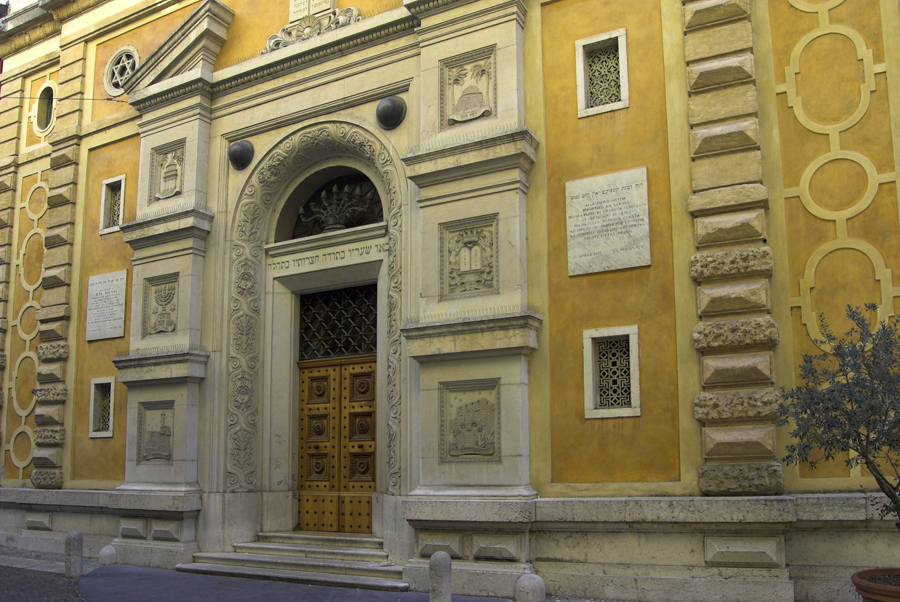
Synagoge in Verona

Die Synagoge in Verona, einer Stadt in der norditalienischen Region Venetien, wurde 1864 errichtet. Die Synagoge befindet sich an der Via Portici 3.

## Geschichte
Die Synagoge wurde nach Plänen der Architekten Giacomo Franco und Ettore Fagiuoli errichtet. Das Bau wirkt von außen symmetrisch mit dem von zwei Säulen aus weißem Stein eingerahmten Portal. An der verputzten Fassade sind zwei Gedenktafeln angebracht.
Das Innere der Synagoge weist zahlreiche dekorative Elemente auf, die wohl ein Werk von Pino Casarini sind.